# Monanthes pallens
Monanthes pallens là một loài thực vật có hoa trong họ Crassulaceae. Loài này được (Webb in Christ) H. Christ miêu tả khoa học đầu tiên năm 1888.